# Leopold II in de Belgische Senaat
Prins Leopold zetelde in de Belgische Senaat van 9 april 1853 tot 10 december 1865 in de hoedanigheid van senator van rechtswege.

## Zijn recht op een Senaatszetel
Op de leeftijd van 18 jaar is de vermoedelijke erfgenaam van den Koning van rechtswege senator. Hij is slechts stemgerechtigd op de leeftijd van 25 jaar.
— artikel 58 van de Grondwet in 1853

Prins Leopold werd senator van rechtswege op 9 april 1853, de dag van zijn achttiende verjaardag. Om toe te treden tot het parlement diende de prins niet te worden verkozen. Als vermoedelijke troonopvolger had hij immers het grondwettelijk recht om te zetelen in de Senaat. De wettelijke grondslag van zijn senatorschap was het hierboven vermelde toenmalige artikel 58 van de Grondwet.
Leopold was de eerste van zeven senatoren van rechtswege die België zou kennen. Na hem volgden nog de latere koningen Albert I, Leopold III, Albert II en Filip en ook prinses Astrid en prins Laurent.

## De eedaflegging als senator van rechtswege
Op zaterdag 9 april 1853 (in de legislatuur 1851-1855) hield de Belgische Senaat een plechtige vergadering om de eed van Leopold af te nemen. Het parlementair verslag van toen geeft de eedaflegging weer.
Al om half 11 stroomde de publieke tribune van de plenaire zaal vol, alhoewel de vergadering pas zou beginnen iets na 12 uur en tot 14 uur zou duren. Alle senatoren waren aanwezig, alsook een groot deel van de leden van de Kamer van volksvertegenwoordigers en de voltallige regering-De Brouckère.
Bovendien waren er ook hoogwaardigheidsbekleders uit binnen- en buitenland aanwezig. Enerzijds gaat het om de broer en de zus van Leopold, namelijk om prinses Charlotte en prins Filips, graaf van Vlaanderen. Leopold droeg het uniform van kapitein van het regiment van de gidsen. Anderzijds namen volgende personen plaats in de diplomatieke tribune:
- de hertog van Montalto, gevolmachtigd minister van de koning van Sardinië;
- Charles Adrien His de Butenval, ambassadeur van de keizer der Fransen;
- Louis Gericke van Herwijnen, gevolmachtigd minister van de koning der Nederlanden;
- monseigneur Matteo Gonella, pauselijke nuntius;
- lord Charles Howard de Walden, ambassadeur van de koningin van Groot-Brittannië;
- de graaf van Marogna, gevolmachtigd minister van de koning van Beieren;
- de baron van Saramba, ambassadeur van de keizer van Oostenrijk;
- en burggraaf Eugène de Kerkhove de Varent, zaakgelastigde van België in het Ottomaanse Rijk.

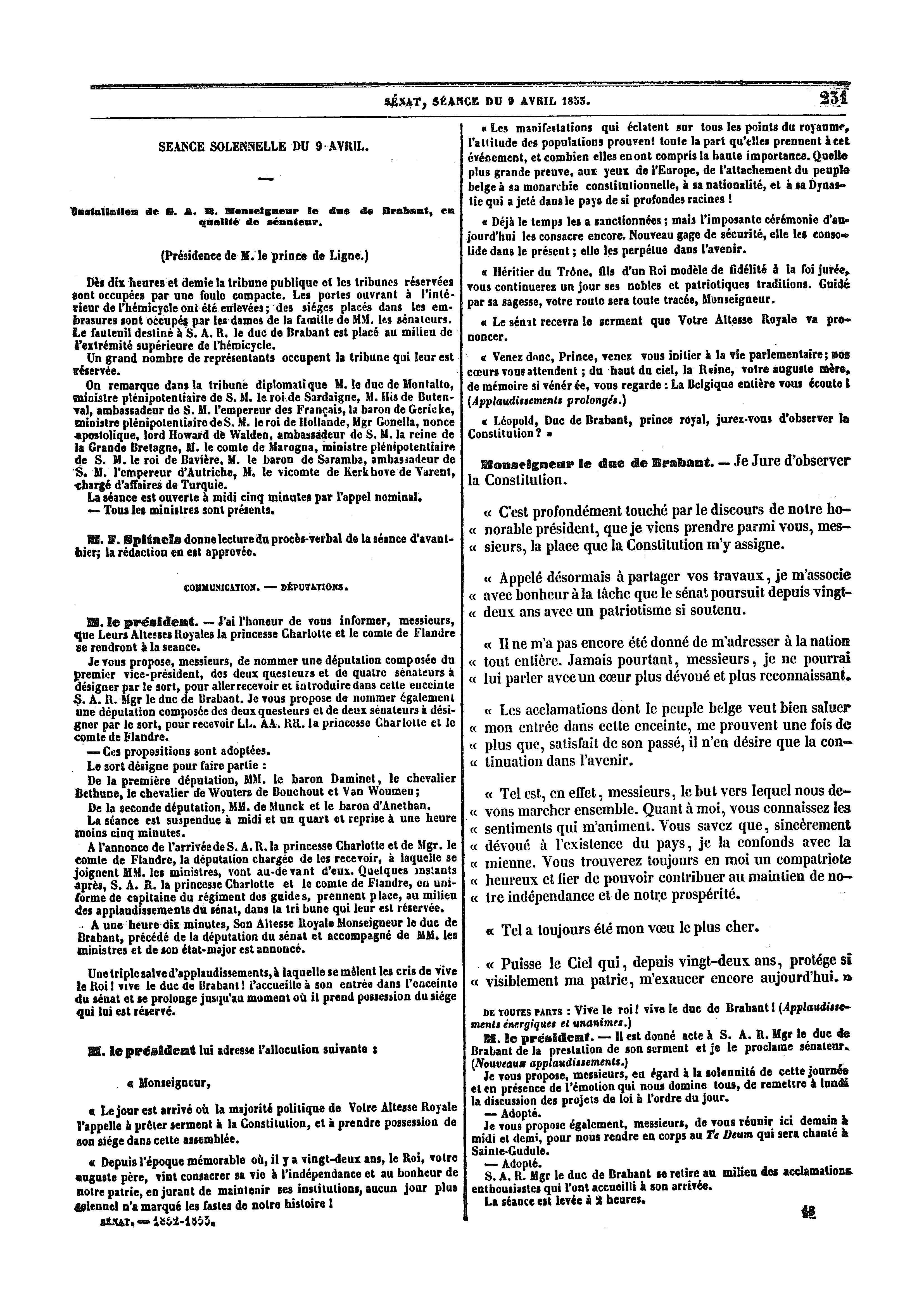
Verslag van de eedaflegging van Leopold als senator van rechtswege. Brussel, 9 april 1853

Om tien na één trad prins Leopold, hertog van Brabant, de plenaire zaal binnen, samen met de ministers en zijn état-major. Hij werd ontvangen onder uitvoerig applaus en kreten zoals “Vive le Roi!” en “Vive le Duc de Brabant!”. Leopold nam plaats in het midden van de achterste rij banken van het halfrond.
Senaatsvoorzitter Eugène de Ligne hield een toespraak en nodigde Leopold uit om het parlementaire leven te ontdekken. Hij eindigde zijn redevoering met: “La Belgique entière vous écoute!”. Daarna stelde hij formeel de vraag aan prins Leopold om de Grondwet na te leven. Vervolgens legde Leopold de eed af, enkel in het Frans: “Je jure d’observer la Constitution”.

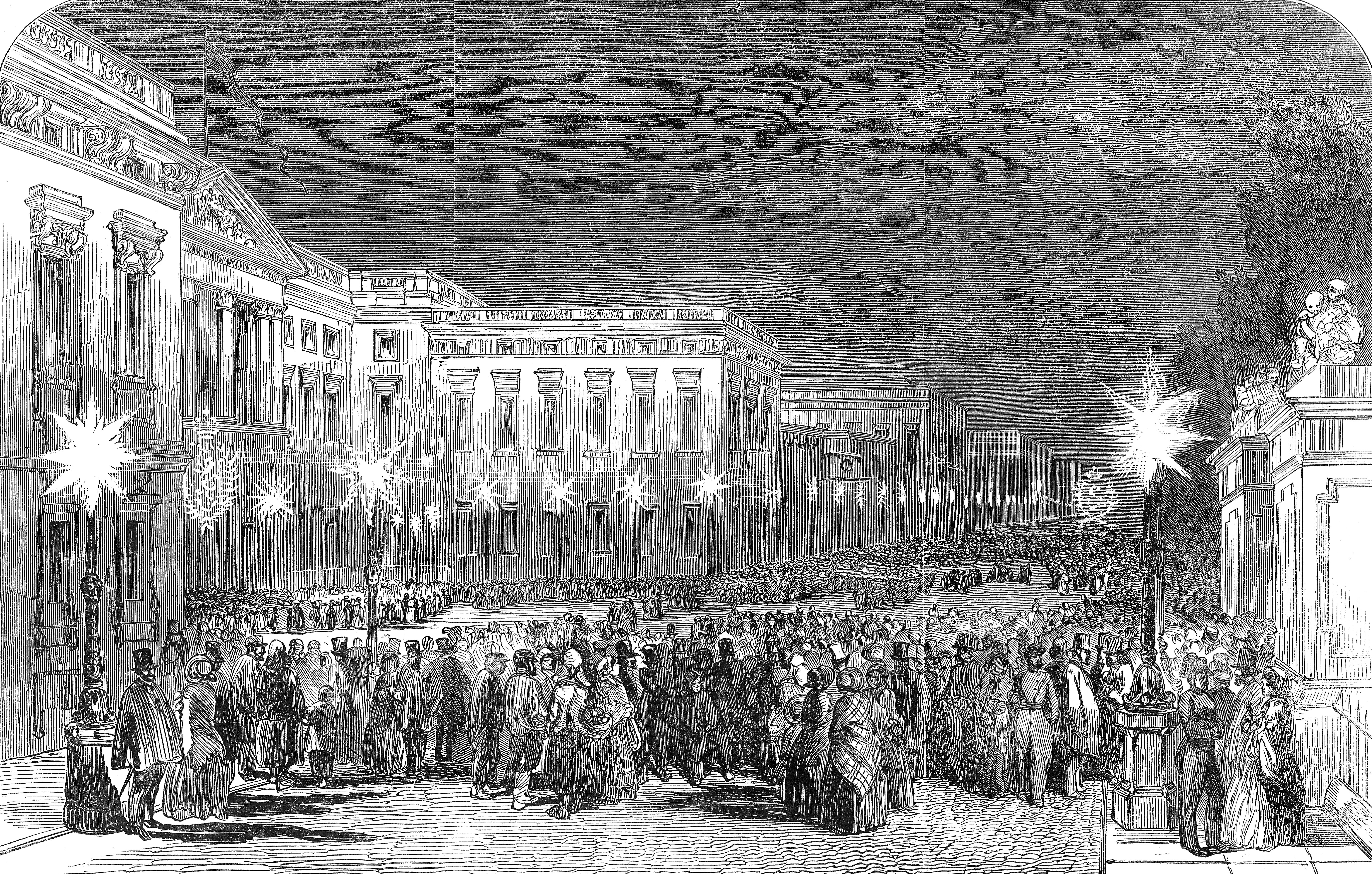
Gezicht op de Wetstraat tijdens de eedaflegging van prins Leopold als senator van rechtswege. Brussel, Natieplein, 9 april 1853.

Onmiddellijk na zijn eedaflegging hield Leopold zijn eerste maar weliswaar korte toespraak tot de Natie, eveneens enkel in het Frans. Hij beloofde de senatoren dat ze in hem “een landgenoot zullen vinden die gelukkig en fier is om te kunnen bijdragen aan de onafhankelijkheid en de welvarendheid van België”, waarna er opnieuw applaus uitbrak in de zaal. Vervolgens riep Senaatsvoorzitter Eugène de Ligne Leopold uit als senator en was de plechtige zitting voorbij.
De meerderjarigheid van de troonopvolger en diens eedaflegging in de Senaat gingen gepaard met een groots meerdaags feest in de hoofdstad. Na de plechtige zitting bood de Senaat een banket aan in de Vauxhall in het Warandepark en volgde een receptie op het Koninklijk Paleis, in aanwezigheid van koning Leopold I. Die avonds was er een Vlaams spektakel in het Koninklijk Circus. ’s Anderendaags werd een Te Deum gezongen in de Sint-Michiel en Sint-Goedelekathedraal en was er een groot bal op het Brusselse stadhuis. De dag voor zijn eedaflegging was Leopold nog benoemd tot majoor bij de infanterie en had hij het Grootlint in de Leopoldsorde ontvangen. Vanaf zijn meerderjarigheid kon Leopold overigens rekenen op een dotatie van 200.000 frank.

## Zijn toespraken
Leopold zou pas twee jaar na zijn eedaflegging voor het eerst deelnemen aan de debatten in de Senaat. In totaal nam hij vijftien keer deel aan de debatten, in de periode van april 1853 tot mei 1861. Net zoals op zijn eedaflegging zou hij hierbij nooit Nederlands spreken.
In de eerste plaats waren Leopolds tussenkomsten, die hij zelf schreef, gewijd aan zijn verlangen om België een kolonie te verschaffen. In zijn jaren als senator zou de tribune van de Senaat voor hem de plaats zijn om zijn expansionistische ideeën te verdedigen tegenover zijn landgenoten. Hij schonk tevens aandacht aan de verfraaiing van Brussel, de internationale uitstraling van België en het versterken van de positie van België in de wereldeconomie. De meeste van zijn tussenkomsten vonden plaats tijdens begrotingsdebatten.

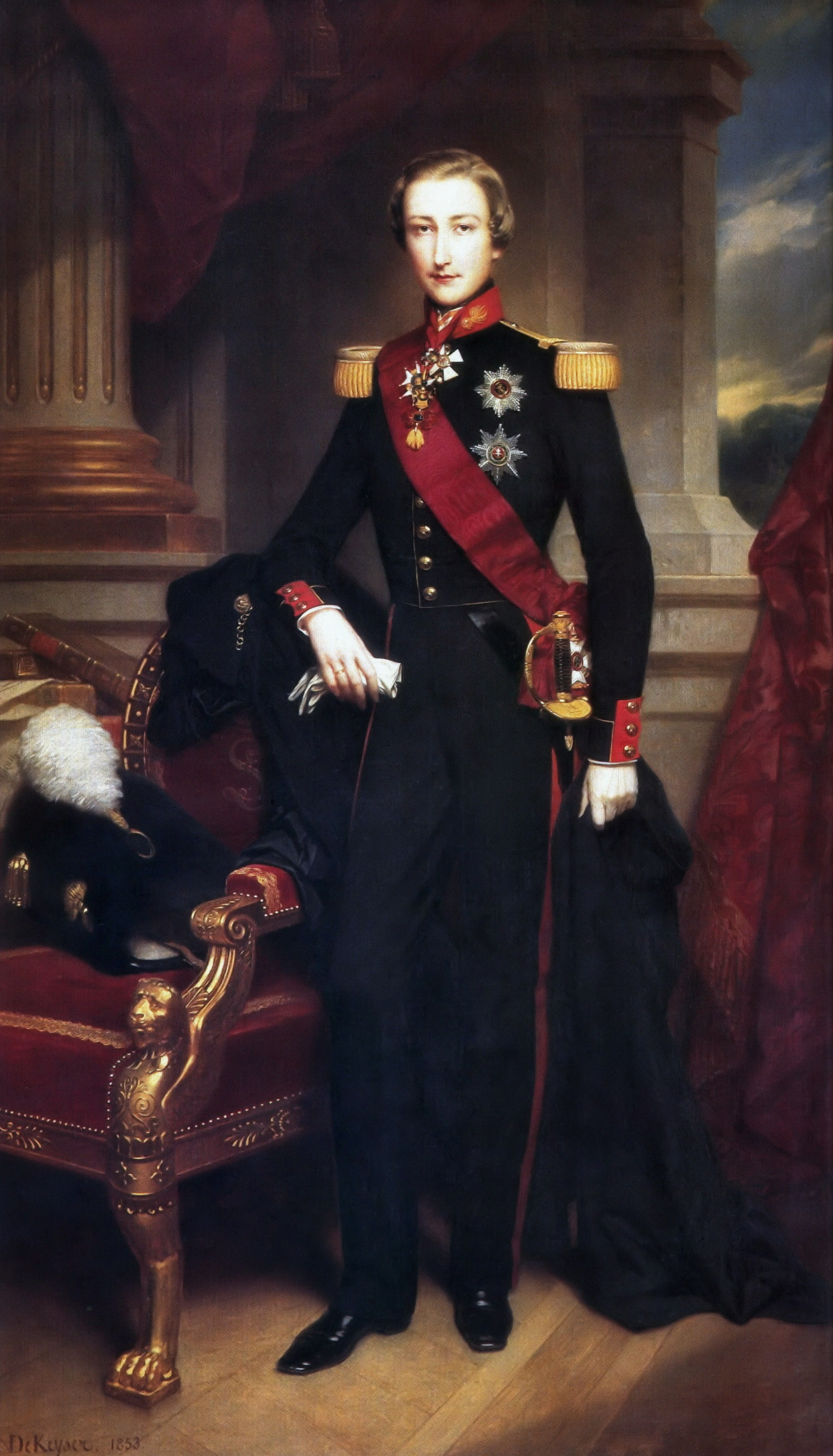
Prins Leopold, hertog van Brabant, ten tijde van zijn eedaflegging als senator. Nicaise de Keyser, 1853

In de parlementaire verslagen wordt hij genoemd als Son Altesse Royale Monseigneur le Duc de Brabant.

### De eerste jaren (1853-1858)
Op 29 december 1855, ruim twee jaar na zijn eedaflegging, kwam Leopold voor het eerst tussen in de debatten naar aanleiding van het wetsontwerp betreffende de oprichting van een regelmatige stoomscheepvaartverbinding tussen België en de Levant. De prins was een groot voorstander van het wetsontwerp. In zijn toespraak sprak hij over de indrukken die hij had overgehouden aan zijn recente reis naar Egypte, Syrië, Klein-Azië en Griekenland. Hij zag de Levant als een nieuw afzetgebied wat betreft de handel in onder andere suiker, stoffen, wapens, spijkers en glas. Een directe stoomvaartverbinding met België zou die handel dan ook stimuleren. Tevens stelde hij vast dat het merk “België” nog onbekend was in het Oosten. Daarom pleitte hij om het diplomatiek korps uit te breiden. Leopold zag het groots. “Durven is voldoende om te slagen”, zo stelde hij. Vervolgens werd het wetsontwerp unaniem aangenomen.
Leopold kwam een tweede keer tussen in de begrotingsbesprekingen op 11 maart 1856. Hij lanceerde een oproep tot ondersteuning van de schone kunsten en zowel de Franstalige als de Nederlandstalige literatuur.
Tijdens de debatten over de begroting van het Ministerie van Openbare Werken bepleitte hij op 26 december 1856 de voltooiing van het Brusselse Noordstation, op 27 maart 1857 het uitbreiden van de haven van Oostende en het verfraaien van Brussel en op 28 maart 1857 de verdere uitbouw van het spoorwegnet.
Leopold schonk later aandacht aan sociale thema’s. Op 4 april 1857 vroeg hij de regering-De Decker middelen vrij te maken voor het bouwen van arbeiderswoningen en het verhogen van de wedden van de lagere ambtenaren. Deze aandacht zou eerder ontstaan uit de angst voor sociale onrusten dan dat het ging om louter menslievende drijfveren.

### De belangrijkste toespraken (1858-1861)
In 1858 hield Leopold een pleidooi om het aanzien van de Belgische diplomaten te vergroten. “De diplomaat”, zo zei hij, “is de verpersoonlijking van zijn land. Zijn status wordt bepaald door de Staat die hij vertegenwoordigt”. Op het einde van dat jaar hield hij een uitgebreid betoog met het oog op het aanknopen van handelsbetrekkingen met China, Japan en Indochina. Hij wilde nieuwe afzetgebieden creëren in het Verre Oosten, een regio met een half miljard potentiële consumenten. Daarom stelde hij voor om industrie- en handelsambassades op te richten in Peking en Tokio. Leopold wilde aan de oosterse keizers Belgische producten aanbieden om bij hen in de gratie te vallen. Als voorbeelden gaf hij kanonnen, vuurwapens, stoffen, tapijten, lakens, weefsels, garen, linnen, kant, meubelen, messen, spiegels, ramen, rijtuigen, machines, ijzer, zink, kolen enzovoort. Tevens wilde hij een congres oprichten dat maatregelen moest uitwerken om zo veel mogelijk voordelen te behalen uit deze operatie.
De toespraak die Leopold gaf op 17 februari 1860 was met voorsprong de langste die hij in de Senaat heeft gehouden en wordt beschouwd als de meest invloedrijke van zijn redevoeringen. In deze toespraak zouden de expansionistische idealen van de prins voor het eerst duidelijk worden.
Enerzijds sprak Leopold over de export van Belgische producten. Hij stelde dat het door de toenemende concurrentie met de buurlanden noodzakelijk was dat de Belgische handel zich richtte op verder gelegen afzetmarkten. In de spoorwegen, de stoomscheepvaart en de elektrische telegraaf zag hij daartoe nieuwe kansen. Voorts hekelde de prins het gegeven dat Belgische producten werden geëxporteerd via commissiehandel in de buurlanden, namelijk in Le Havre, Hamburg, Rotterdam en Londen. Daarom wilde hij dat België zelf zijn producten zou exporteren. Om dit standpunt kracht bij te zetten, citeerde hij uit talloze brieven van Belgische diplomaten uit de Recueil consulaire. Het gaat om de verzuchtingen van volgende diplomaten:

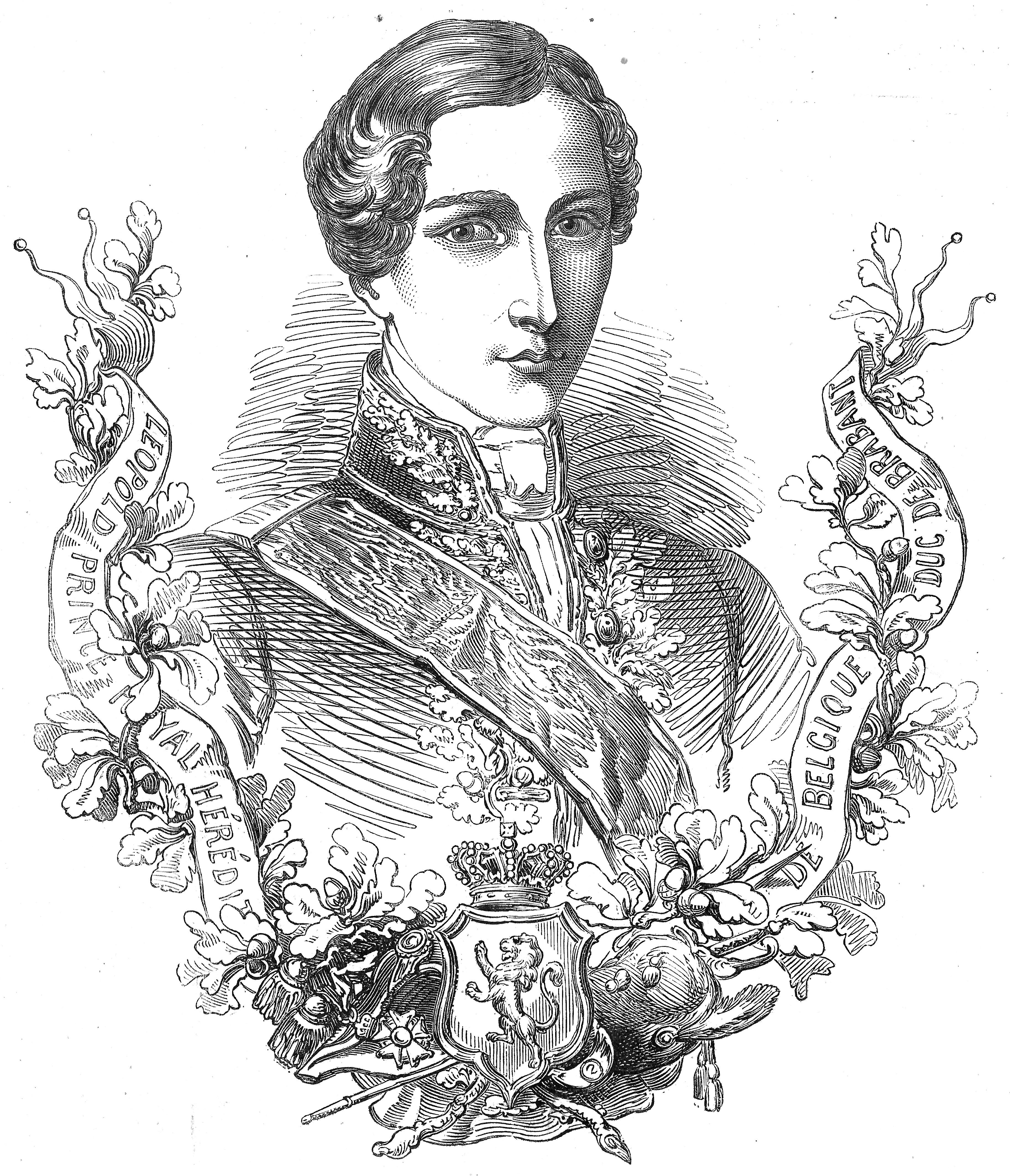
Prins Leopold, Hertog van Brabant, 1853.

- mijnheer Zizinia, consul-generaal in Alexandrië;
- mijnheer Noblom, vice-consul in New Orleans;
- graaf Vander Straten-Ponthoz, minister van de koning in Madrid;
- mijnheer May, consul in San Francisco;
- mijnheer de Turck, consul in Beiroet;
- mijnheer Manoach, vice-consul in Brăila;
- mijnheer Tedeschi, consul in Varna;
- mijnheer Schutel, consul in Nossa Senhora do Desterro;
- mijnheer Smidt, consul in Sint-Thomas;
- mijnheer Krause, consul in Galatz;
- mijnheer Kervel, consul in Soerabaja;
- mijnheer Muller, consul in Sint-Petersburg;
- mijnheer Ricordi, consul in Nice;
- mijnheer Guys, consul in Izmir;
- mijnheer Paulis, consul in Trabzon;
- mijnheer Reali, consul in Venetië;
- mijnheer d’Egremont, consul-generaal in Singapore;
- mijnheer Volkaert, consul in Bombay;
- mijnheer Vacondio, consul in Syros;
- mijnheer Moxhet, consul-generaal in Rusland;
- de consul-generaal in Hamburg;
- mijnheer T’Kint, consul-generaal in Guatemala-Stad;
- mijnheer Vlemincx, die een expeditie ondernam in Peru;
- mijnheer Cloquet, consul-generaal in Sydney;
- baron van Streit, consul-generaal in Athene;
- mijnheer de Meester de Ravestein, minister van België in Rome;
- mijnheer Derote, consul-generaal in Chili en Peru;
- mijnheer Richon, consul in Lima;
- en mijnheer Bols, consul in Gorée.

Anderzijds pleitte Leopold voor grote infrastructuurwerken, ten dienste van de export. Hij ijverde nogmaals voor Belgische aanwezigheid in het Verre Oosten en haalde de voorbeelden van Hongkong, Singapore en Macau aan. Vervolgens vroeg hij de regering om te investeren in de haven van Antwerpen en de Schelde, waar men op dat moment tol diende te betalen. “We kunnen niet aan de ene kant handelsposten uitbouwen in het buitenland zonder aan de andere kant een vrij vertrekpunt te hebben.” Vervolgens lanceerde de prins zijn expansionistische oproep: “Ik denk dat het moment gekomen is om ons te verruimen naar het buitenland. Zoniet zien we de beste plekken, die nu al zeldzaam zijn, stuk voor stuk bezet worden door landen die meer ondernemend zijn dan het onze”.
Op 9 april 1860 werd Leopold 25 jaar. Vanaf deze dag kent de Grondwet hem het stemrecht in de Senaat toe.
In de zitting van 18 december 1860 lanceerde Leopold twee voorstellen: Enerzijds vroeg hij de Senaat om budgetten vrij te maken ter ondersteuning van “tentoonstellingen van Belgische producten op bepaalde belangrijke maar afgelegen markten, waar ons land weinig bekend is”, naar het voorbeeld van soortgelijke musea in Stockholm en Kopenhagen. Anderzijds vroeg hij minister van Binnenlandse Zaken Charles Rogier om vanaf 1862 een vijfjaarlijkse prijs in het leven te roepen “voor het beste werkstuk over de manieren om onze industrie te ontwikkelen en om de producten door handel over de hele wereld te verspreiden”.
De volgende dag was het vizier van de prins weerom gericht op het binnenland. Hij stelde de regering voor om een prijs van 10.000 frank in te voeren voor de maker van het beste plan ter verfraaiing van zowel het centrum van Brussel als de buitenwijken van de hoofdstad. Nog enkele dagen later maande hij minister van Openbare Werken Jules Vander Stichelen aan om maatregelen te nemen in de “vitale kwestie van de Schelde”. Leopold maakte zich zorgen over de verzanding van de rivier. Ook poneerde hij de ideeën om het Brusselse Zuidstation te vernieuwen en om het uitzicht van de Groendreef te herwaarderen. De prins stoorde zich namelijk aan het uitzicht dat men er had op het nabijgelegen goederenstation.
In maart 1861 verheugde Leopold er zich op dat de regering 25.000 frank vrijmaakte om een post van consul-generaal op te richten in China en dat ondernemers aanspraak konden maken op reisbeurzen. Hij benadrukte nogmaals zijn wens tot territoriale uitbreiding: “Strek u uit over de zeeën telkens de kans zich voordoet. U zal er kostbare afzetgebieden vinden, een voedingsbodem voor uw handel, werk voor de arbeiders die we nu niet kunnen gebruiken, plaats voor de overtollige bevolking, nieuwe inkomsten voor de Schatkist die zo de belastingen in het moederland kunnen doen dalen en ten slotte een zekere toename van macht en een nog betere positie in het midden van de grote Europese familie”. Hij drukte eveneens zijn wens uit dat de stations van Antwerpen en Oostende het vertrekpunt zouden worden van scheepvaartverbindingen naar Amerika.
Op 3 mei 1861 gaf Leopold zijn laatste toespraak als senator. Hij bepleitte opnieuw de verfraaiing van Brussel. Als voorbeelden gaf hij de vernieuwing van de Kunstberg, de overwelving van de Zenne, de aanleg van Engelse tuinen aan de Hallepoort en de herinrichting van enkele straten en pleinen. Op stedenbouwkundig vlak zag hij nieuwe mogelijkheden na het afbreken van de omwallingen van Namen, Bergen en Charleroi. Hij verheugde zich op de verfraaiing van Antwerpen. Ten slotte pleitte hij voor de bouw van nieuwe arbeiderswoningen in Gent, Luik en Verviers. In zijn antwoord stelde minister van Binnenlandse Zaken Charles Rogier voor om een commissie op te richten die de verfraaiingswerken moest ondersteunen. Om meer gewicht te geven aan deze commissie, droeg hij Leopold voor als voorzitter van de commissie. De prins weigerde dit echter.

## Het einde van zijn mandaat
De loopbaan van Leopold in de Senaat kwam formeel ten einde op 10 december 1865, het moment van het overlijden van zijn vader Leopold I. Het was al wel van mei 1861 geleden dat hij er het woord had genomen.
Als koning keek Leopold II in 1905 in een toespraak terug op zijn periode in de Senaat. “Ik heb in de Senaat mijn mooiste jaren doorgebracht. De gedachten die ik toen als Hertog van Brabant uitte, ben ik niet vergeten.” Hij sloot af met: “Overigens, mijne heren, is een land nooit te klein als het aan de zee ligt”.